# 大御堂廃寺跡

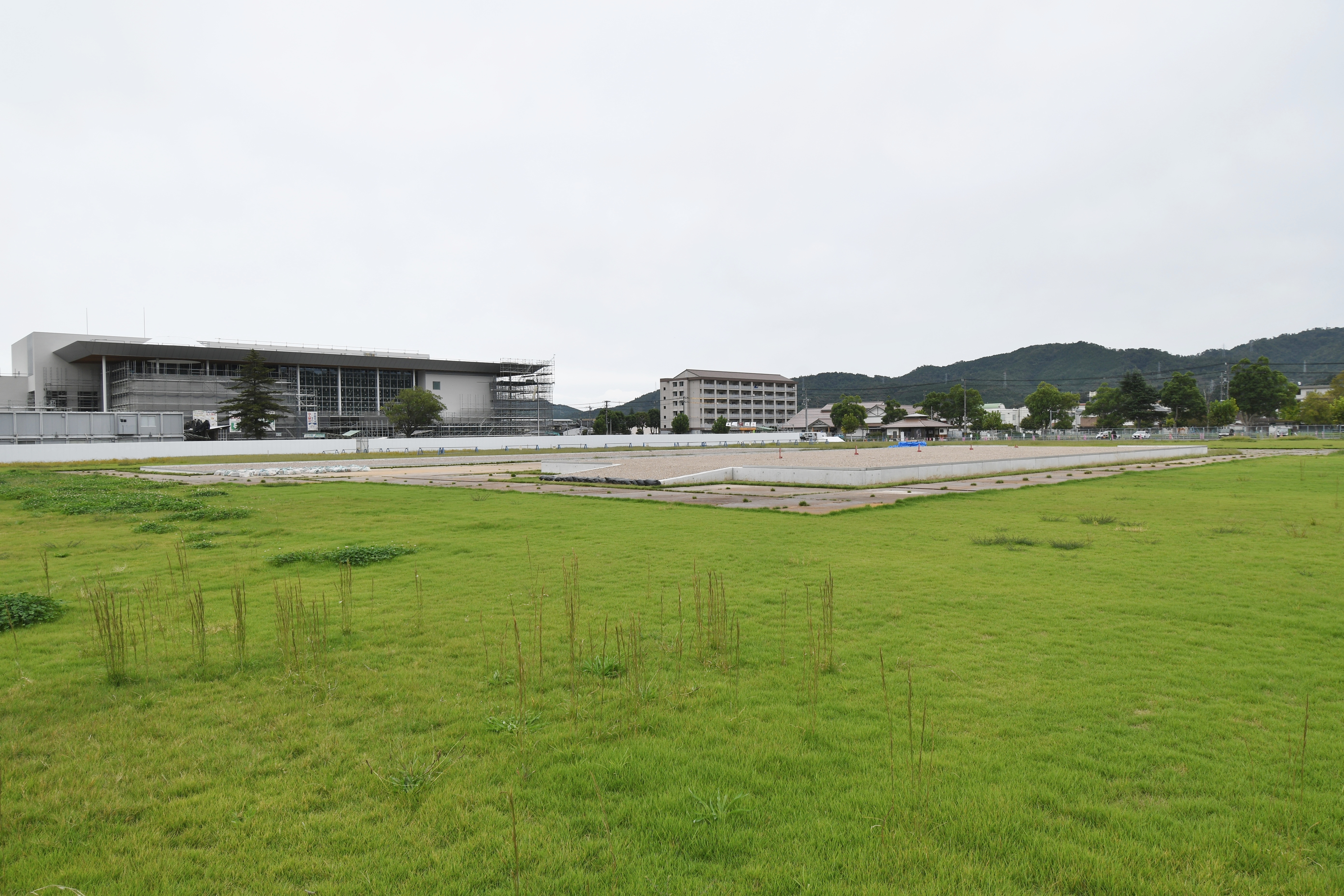
大御堂廃寺跡 伽藍中央に講堂跡、左奥に僧房跡。

大御堂廃寺跡（おおみどうはいじあと）は、鳥取県倉吉市駄経寺町にある古代寺院跡。元々の寺名は「久米寺」と推定される。国の史跡に指定され、出土遺物は鳥取県指定保護文化財に指定されている。

## 概要
鳥取県中部、伯耆国府から東約5キロメートルの倉吉市街地に位置し、南側には古代山陰道が通ると推定される。昭和期の工場造成で礎石が出土し、その後は工場敷地として推移したのち、1996-2000年度（平成8-12年度）に発掘調査が実施されている。
伽藍は観世音寺式伽藍配置（川原寺式伽藍配置）で、金堂を西、塔を東、講堂・僧房を北に配し、回廊が金堂・塔を囲んで講堂左右に取り付く。7世紀中頃に建立された山陰地方を代表する最古級の古代寺院であり、大規模な僧房や上水道施設（木樋）が完備するという、大規模かつ整った寺院跡になる。出土瓦に「久米寺」・「久寺」銘があり、当時の寺院名は「久米寺」であったと推定される。久米郡の郡名を負う郡の代表的寺院であり、三明寺古墳を築造した有力豪族が久米郡の郡司氏族になるとともに氏寺として営んだと推察される。また、特に観世音寺式伽藍配置（川原寺式伽藍配置）の寺院は、畿内に設置されるほかには多賀城廃寺（宮城県多賀城市）・観世音寺（福岡県太宰府市）のように地方の境界領域に設置される傾向にあることが指摘されており、大御堂廃寺の場合にも新羅に対する境界領域とする意識が推測される。
寺域跡は2001年（平成13年）に国の史跡に指定されている。
なお、先述の出土した礎石は倉吉市立上灘小学校（倉吉市上灘町）で保管されていたが、2025年（令和7年）6月に大御堂廃寺跡へ返還されることになった。

## 遺跡歴

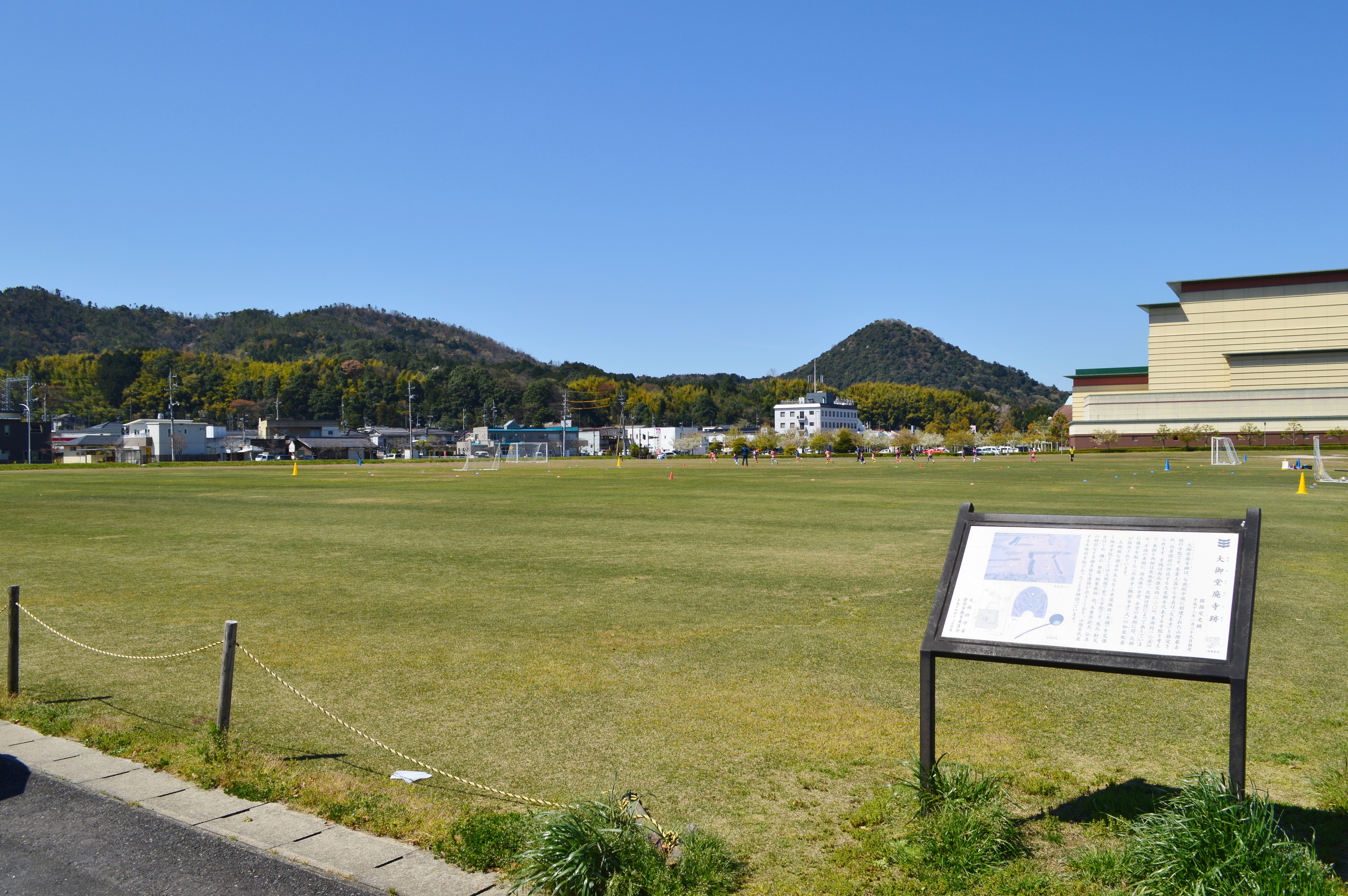
整備前のグラウンド利用当時（2019年）

- 寛保2年（1742年）の『伯耆民談記』に「大御堂」の寺院跡の記述[2][6]。
- 明治期の公図に土盛り2箇所の描写[2]。
- 1952年（昭和27年）、寺域の水田が工場敷地として埋め立て。塔心礎・四天柱礎1個が上灘小学校へ移動[2]。
- 1973-1974年度（昭和48-49年度）、工場に南接する松ヶ坪遺跡の発掘調査。多量の瓦の出土[2]。
- 1986年（昭和61年）、工場の閉鎖[2]。
- 1994-1996年度（平成6-8年度）、工場跡地再開発事業計画に伴う試掘・確認調査（倉吉市教育委員会）[2]。
- 1996-2000年度（平成8-12年度）、第1-5次発掘調査（倉吉市教育委員会、2001年に報告書刊行）[2]。
- 2001年（平成13年）1月29日、国の史跡に指定[1]。
- 2021年（令和3年）6月18日、出土遺物が鳥取県指定保護文化財に指定。
- 2022年度（令和4年度）以降、史跡整備に伴う発掘調査（倉吉市教育委員会）。
- 2023年度（令和5年度）以降、史跡整備。

## 遺構

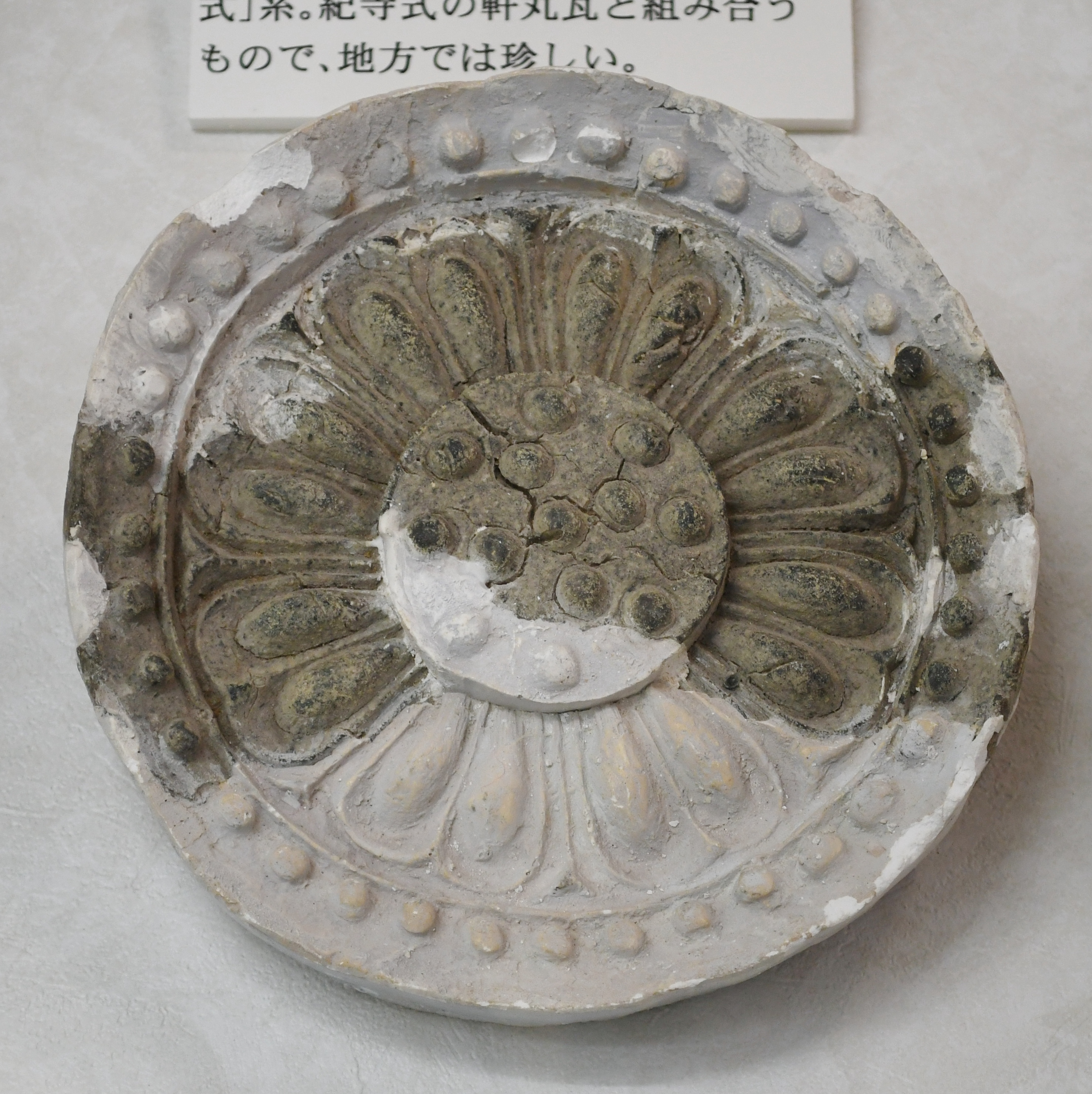
軒丸瓦鳥取県立博物館展示。

寺域は東西約135メートル・南北165メートル以上（推定約220メートル：南辺は道路にかかり不明）で、東・西側は築地塀、北側は段をもって区画する。寺域の東寄りにおいて金堂を西、塔を東、講堂・僧房を北に配する観世音寺式伽藍配置（川原寺式伽藍配置の簡略化）で、回廊が金堂・塔を囲んで講堂左右に取り付く。遺構の詳細は次の通り。
金堂
本尊を祀る建物。主要伽藍の西寄りに位置する。基壇は東西12.3メートル・南北18.4メートルを測り、乱石積みが認められる。基壇上建物は南北棟で東面し、塔に向き合う。
塔
釈迦の遺骨（舎利）を納めた塔。主要伽藍の東寄りに位置する。基壇は一辺9.6メートルを測る。中央には心礎の抜き取り穴が認められる。
講堂
経典の講義・教説などを行う建物。主要伽藍の北寄りに位置する。基壇は東西32メートル・南北16メートルを測る。
僧房
僧の宿舎。講堂の北に位置する。基壇は東西49メートル・南北11.8メートルを測る。基壇上建物として3房の建物2棟が東西に並立する。
回廊
金堂・塔を囲み講堂左右に取り付く。基壇は幅6.9メートルを測る。基壇上建物は桁行3.6メートル・梁間3.3メートルの単廊である。
溜枡
寺域西側の築地塀の内側に位置する。一辺約1メートルを測る。方形の井戸枠状の木枠を据え、西方約96メートルにわたり埋設された長大な木樋（上水道施設）が取り付く。溜枡内からは土器類・木製祭祀具が出土している。
寺域からの出土品としては、多量の瓦のほか、土器・木製品・金属製品などがあり、特に專仏・石造菩薩立像・銅製匙・銅製獣頭・仏具鋳型などの多様な仏教関係の遺物も認められる。また出土品のうちには「久米寺」の墨書銘土器や「久寺」の墨書銘土器・施印土器があり、当時の寺名が推定される。
瓦の型式は4段階に分けられ、第1段階（創建期）は7世紀第3四半世紀、第2段階（本格的整備期）は7世紀第4四半世紀、第3段階（改修期）は8世紀第1・2四半世紀、第4段階（改修期）は8世紀第3四半世紀とされる。ただし伯耆国分寺とは瓦の共有関係がなく、別に寺格が保たれている点が注意される。その後は11世紀頃に廃絶したと推定される。

## 文化財

### 国の史跡
- 大御堂廃寺跡 - 2001年（平成13年）1月29日指定[1]。

### 鳥取県指定文化財
- 保護文化財（有形文化財）
  - 大御堂廃寺跡出土遺物（考古資料） - 明細は後出。倉吉博物館保管。2021年（令和3年）6月18日指定[7]。

- 瓦類
  - 軒丸瓦 21点
  - 軒平瓦 5点
  - 鴟尾 8点
  - 鬼瓦 4点
  - 熨斗瓦 1点
  - 面戸瓦 3点
  - 隅切瓦 3点
  - 文字瓦（刻印・ヘラ書） 27点
  - 丸瓦 7点
  - 平瓦 29点
- 土器
  - 溜枡出土土器 74点
  - 東溝出土土器 114点
  - 講堂出土土器 2点
  - 東僧房出土土器 1点
  - 炉跡4出土土器 1点
  - 炉跡5出土土器 9点
  - 松ヶ坪遺跡出土土器 1点
- 銅製品
  - 獣頭 1点
  - 匙 1点
  - 鋺 1点
  - 帯先金具 1点
- 木製品・木製部材
  - 溜枡出土木製品 54点
  - 溜枡部材 一括
  - 木樋 一括
- 仏像
  - 塑像 20点
  - 塼仏 11点
  - 押出仏 1点
  - 石仏 1点
- 生産関連遺物
  - 三鈷杵鋳型 1点
  - 蓮弁鋳型 1点
  - 坩堝（取瓶） 6点
  - 鞴羽口 15点
  - 螺髪笵 1点
  - 瓦当笵 1点
- その他
  - 権 1点
  - 碁石様石 5点
  - ガラス小玉 2点

## 関連施設
- 倉吉博物館（倉吉市仲ノ町） - 大御堂廃寺跡の出土品を保管・展示。

## 関連文献
（記事執筆に使用していない関連文献）
- 『史跡大御堂廃寺跡第6次（どんど川地区）発掘調査報告書（倉吉市文化財調査報告書 第159集)）』倉吉市教育委員会、2022年。